# Ерошина, Елизавета Ефимовна
Елизавета Ефимовна Ерошина (30 августа 1927, Кольцовка, Чувашская АССР — 24 августа 1984, там же) — советский передовик сельскохозяйственного производства, звеньевая колхоза им. Ленина Вурнарского района, Герой Социалистического Труда (1948).

## Биография
Родилась 30 августа 1927 года в деревне Кольцовка Ядринского уезда Чувашской АССР (ныне Вурнарского района Чувашии). Работала полеводом, звеньевой полеводческой бригады колхоза имени Сталина (в дальнейшем имени Ленина) Вурнарского района.
Награждена орденом Ленина, медалями.
Умерла 24 августа 1984 года в деревне Кольцовка.

## Высшая награда
В 1947 году звено Е. Е. Ерошиной получило урожай пшеницы 30,15 центнеров с гектара на площади 20 гектаров.
Указом Президиума Верховного Совета СССР от 19 марта 1948 года за получение высоких урожаев пшеницы при выполнении колхозом обязательных поставок и натуроплаты за работу МТС в 1947 году и обеспеченности семенами зерновых культур для весеннего сева 1948 года Елизавете Ефимовне Ерошиной присвоено звание Героя Социалистического Труда с вручением ордена Ленина и золотой медали «Серп и Молот».